# Tania Harcourt-Cooze
Tania Rosamund Harcourt-Cooze /z domu Coleridge/ (ur. 22 stycznia 1966 w Kenii) – brytyjska modelka i aktorka.

## Życiorys
Jest córką majora Williama Coleridge, 5 barona Coleridge z Ottery St Mary służącego w Coldstream Guards i jego pierwszej żony Everild Tanii Hambrough. Urodziła się w czasie, gdy jej ojciec służył w Kenii. Rodzice rozwiedli się gdy miała 11 lat. Ukończyła szkołę sztuk pięknych w Londynie, w czasie nauki bywając w lokalach na Kings Road w Chelsea zetknęła się z modną wówczas falą punk rocka. 

### Modeling
W 1986 została zauważona przez Sarah Doukas, która zaproponowała jej pracę modelki dla domów mody Armani i Versace. Już na początku kariery stała się inspiracją dla znanego fotografa Helmuta Newtona, w jego aranżacjach zagrała w teledysku George Michaela Father Figure i Kane Robertsa Twisted. Pod koniec lat 80. przeprowadziła się do Los Angeles, gdzie poza pracą w modelingu ukończyła szkołę zarządzania i pracowała zarządzając jedną z modnych restauracji.

### Wenezuela
W 1996 w Wenezueli poślubiła biznesmena, jednego z największych producentów czekolady i kakao Williama Harcourt-Cooze. Po sprzedaży jej mieszkania w Londynie oraz środków ofiarowanych przez jego rodziców zakupili 400 ha ziemi w Choroni, na której założyli plantację złożoną z 50 000 drzew kakaowca odmiany Cricolo. 

### Powrót do Wielkiej Brytanii
W 2001 powrócili do Londynu, od marca 2002 rozpoczęli zarządzanie klubem Kubla Khan, gdzie urządzane są przyjęcia, rauty i wesela dla wyższych sfer, a także sesje mody i wydarzenia kulturalne. W październiku 2006 kłopoty finansowe przyczyniły się do wystawienia części pamiątek rodzinnych na sprzedaż.
Po długiej nieobecności w mediach Tania Harcourt-Cooze uczestniczyła w 2008 w filmie paradokumentalnym Willie's Wonky Chocolate Factory wyemitowanym na Channel 4 w dniu 4 marca 2008. Jest w nim mowa o wysiłkach Williama Harcourt-Cooze przy wprowadzaniu na rynek brytyjski wysokogatunkowego kakao, które pochodzi z plantacji w Wenezueli, a w Wielkiej Brytanii jest przetwarzane na czekoladę "Delectable".
Obecnie mieszka Tiverton w hrabstwie Devon, ma trójkę dzieci. Od maja 2010 para przebywała w separacji, w lutym 2011 złożyli pozew o rozwód.

## Filmografia
- The Comic Strip Presents /1988/ jako Simone;
- Szybki jak błyskawica (Days of Thunder) /1990/ jako dziewczyna Russa Wheeler'sa;
- The Rain Killer /1990/ jako Adele.